# Páholy

## Színház
- Páholy mint építészeti elem: színház, előadóterem nézőterének elkülönített, oldalról és hátulról zárt része. Jellemzően magasrangú nézők, uralkodók, arisztokraták, később tehetősebb polgárok vehették igénybe.
- Átvitt értelmű szólás: páholyból nézi a dolgokat, aki magasból, azaz kívülállóként, biztonságos kivételezett helyzetben van.

## Szervezeteken belüli csoport
Páholynak nevezik az érdekvédelmi, üzleti, spirituális stb. céllal alakult, kötött szabályrendszert előíró, viselkedési szabályokat meghatározó titkos társaságok szervezetének regionális, területi alapon szervezett egységeit. Pl.:
- Szabadkőműves páholy(wd) (masonic lodge): a szabadkőműves mozgalom területi alapon szervezett egysége [1]
- Rózsakeresztes páholy: a Rózsakeresztes rend (vagy Rózsakeresztesek) területi testületi szerve.
- Egyéb szervezetek páholyai, pl. az Odd Fellows szervezet,[2] az északír protestáns Orániai Rend(wd) stb. területi szervezeti egységei.

## Fordítás
- Ez a szócikk részben vagy egészben  a   Lodge című angol Wikipédia-szócikk fordításán alapul.  Az eredeti cikk szerkesztőit annak laptörténete sorolja fel. Ez a jelzés csupán a megfogalmazás eredetét és a szerzői jogokat jelzi, nem szolgál a cikkben szereplő információk forrásmegjelöléseként.